# Gerrhopilus oligolepis
Gerrhopilus oligolepis är en ormart som beskrevs av Wall 1909. Gerrhopilus oligolepis ingår i släktet Gerrhopilus och familjen maskormar. Inga underarter finns listade i Catalogue of Life.
Denna orm förekommer i nordöstra Indien i delstaterna Sikkim och Darjeeling. Den lever i bergstrakter vid cirka 1500 meter över havet. Individerna vistas i städsegröna och lövfällande skogar. Honor lägger ägg.
Det är inget känt om populationens storlek och möjliga hot. IUCN kategoriserar arten globalt som otillräckligt studerad.